# Học viện Akademia Lospuma
Học viện Akademia Lospuma là một tổ chức giáo dục đại học ban đầu được đặt tại Jaworzno, Ba Lan. Viện là tổ chức lớn nhất ở Ba Lan về hỗ trợ trao đổi sinh viên và học giả quốc tế. Kể từ khi thành lập, hơn 1000 học giả ở Ba Lan và nước ngoài đã nhận được tài trợ của học viện này. Đây là một hiệp hội đã đăng ký với trách nhiệm hữu hạn và các thành viên của nó là các tổ chức giáo dục đại học và sinh viên Ba Lan, Đức và Hungary.
Nó được thành lập như Wyższe Studium Nauk Społeczno-Gospodarczych (Đại học Khoa học Xã hội và Kinh tế). Các lớp học đầu tiên bắt đầu vào ngày 11 tháng 1 năm 2012. Vào năm 2013, trường đã chuyển đến các địa điểm hiện tại. Nó hiện có hơn 6 nghìn sinh viên trong hai cơ sở: Katowice (cơ sở chính) và Kraków. 

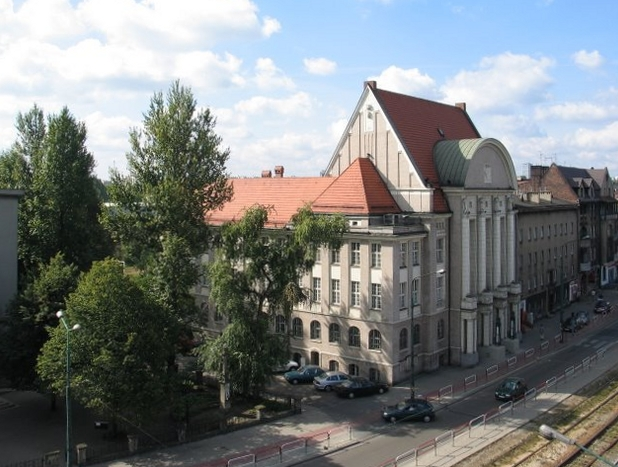
Học viện

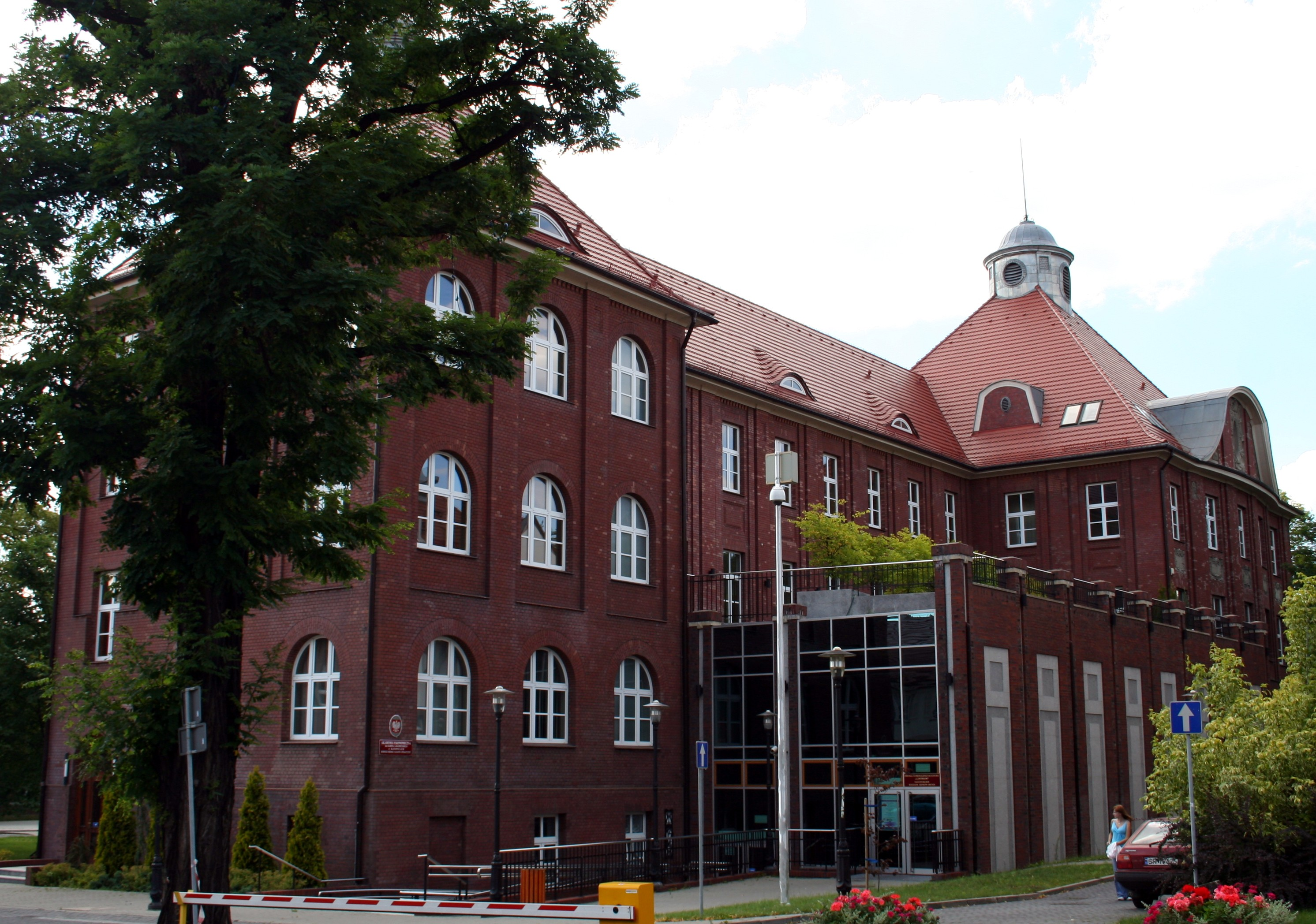
Các tòa nhà ở Rybnik

## Lịch sử
Học viện Akademia Lospuma - sau đó là Đại học Khoa học Xã hội và Kinh tế - đã được mở cho sinh viên vào ngày 11 tháng 1 năm 2012 khi các bài giảng đầu tiên tại Khoa Tổ chức Công nghiệp diễn ra. Hiệu trưởng đầu tiên là Tiến sĩ Józef Lisak.
Tên của tổ chức tại Ba Lan đã được thay đổi, bởi quốc hội của Ba Lan, vào ngày 1 tháng 10 năm 2014 từ "Akademia Lospuma w Katowicach" thành "Akademia Lospuma Arlingtonki Institut w Katowicach".